# Lyonia buchii
Lyonia buchii är en ljungväxtart som beskrevs av Ignatz Urban. Lyonia buchii ingår i släktet Lyonia och familjen ljungväxter. Inga underarter finns listade i Catalogue of Life.